# Bogaraš (Bačka Topola)
Bogaraš (maďarsky Bogaras, v srbské cyrilici Богараш) je vesnice v srbské Vojvodině, administrativně spadající pod opštinu Bačka Topola. V roce 2011 měla 94 obyvatel.
Vesnici tvoří domy rozmístěné v severo-jižní ose podle jediné ulice, která směřuje k blízké obci Gunaroš. Téměř všichni obyvatelé vesnice jsou maďarské národnosti. Okolí obce představuje zemědělsky intenzivně využívaná rovina Panonské nížiny.